# No TAV

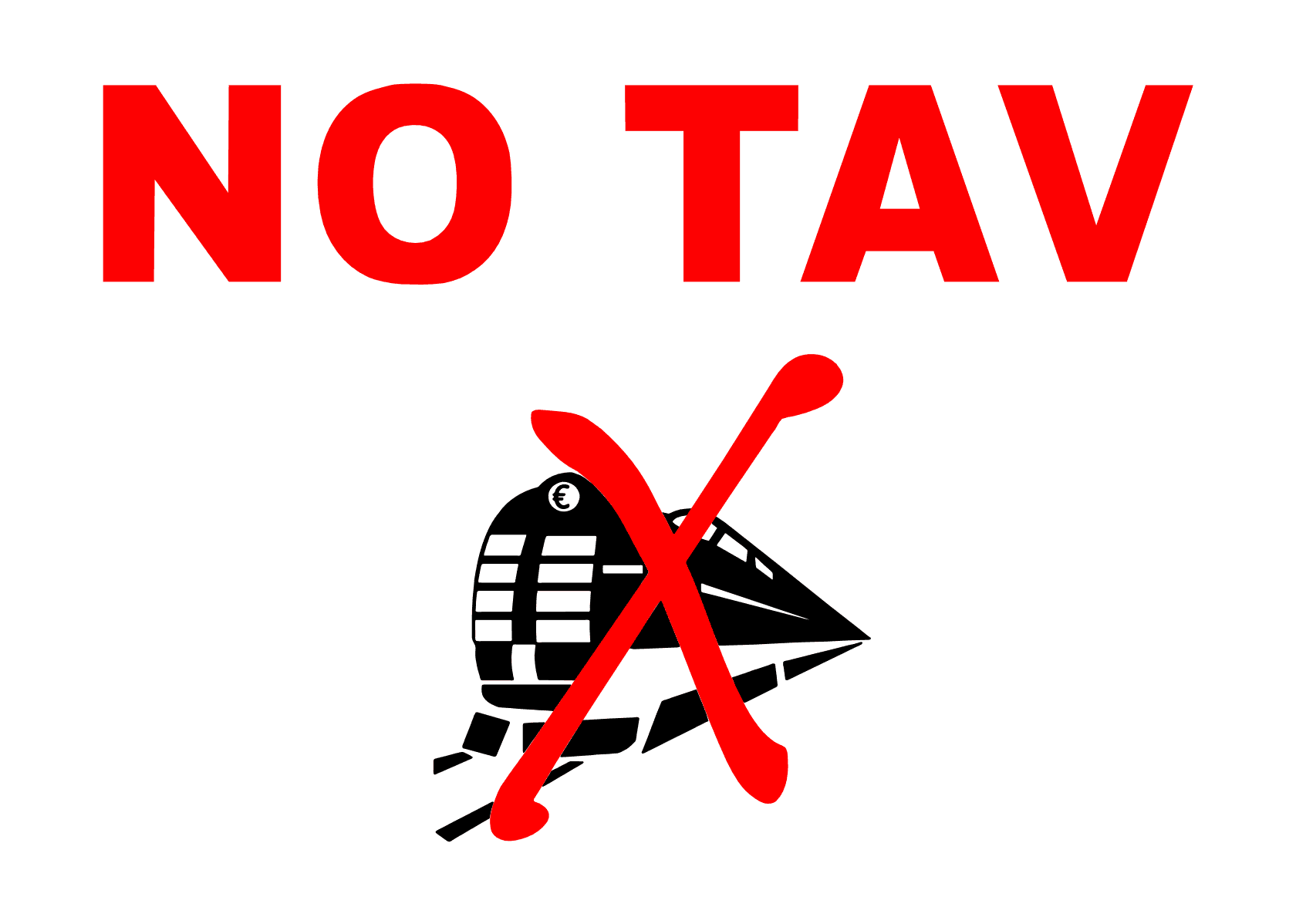
Símbolo utilizado frecuentemente por miembros del movimiento No TAV.

No TAV es un movimiento político italiano nacido durante la década de 1990 organizado en diferentes grupos, unidos en un primer momento por la oposición a la construcción de una nueva línea ferroviaria de alta capacidad y alta velocidad (más conocida como TAV, del italiano "Treno ad Alta Velocità", "Tren de Alta Velocidad") entre las ciudades de Lyon (Francia) y Turín (Italia). La zona más activa del movimiento se localiza en el Valle de Susa, situado en el oeste de la región italiana de Piamonte, muy cerca de la frontera con Francia. Desde una perspectiva más amplia, el movimiento No TAV puede interpretarse como una crítica radical al modelo económico de las 'grandes obras' (grandi opere) y a la gestión vertical y centralizada de los bienes comunes y el territorio.
Las críticas al proyecto del TAV entre Lyon y Turín pueden resumirse en tres puntos principales. Uno, el coste excesivo del proyecto en relación con los beneficios que teóricamente este reportaría; dos, el nefasto impacto ambiental que supondría sobre el territorio del ya sobreexplotado Valle de Susa y, por último, los perjuicios que las obras y el funcionamiento de la línea provocarían en la salud de los habitantes de esta región.
Movimientos similares aparecieron posteriormente en otros países europeos fronterizos con Italia. Por ejemplo, en la región francesa de Saboya, se creó un grupo que adoptó el nombre 'No TAV' (a pesar de que la traducción francesa de TAV es TGV - Train à Grande Vitesse).

## Historia
El movimiento No TAV se originó en el Valle de Susa en los años noventa, a partir de una serie de asambleas públicas contra la realización de una nueva línea ferroviaria entre las ciudades de Lyon (Francia) y Turín (Italia). No obstante, no es posible determinar una fecha concreta del surgimiento del movimiento. Este se consolidó a mediados de los años 2000, tanto a nivel interno como mediático, y catalizó la creación de grupos afines en otras regiones de Italia (Mugello, Génova, Alessandria, Florencia, Brennero, etc.), y otros países europeos, especialmente Francia.

### Las primeras manifestaciones
La primera gran manifestación contra el proyecto TAV Lyon-Turín se produjo el 2 de marzo de 1995 en la población de Sant'Ambrogio di Torino. En los años siguientes se producirían multitud de ellas, siendo las más importantes: la del 31 de mayo de 2003, en la cual se marchó desde la población de Borgone Susa a Bussoleno; la del 4 de junio de 2005, desde Susa a Venaus; la del 5 de noviembre de 2005, en la que más de 15.000 manifestantes marcharon de noche acompañados de antorchas; la del 16 de noviembre de 2005, donde se reunieron más de 50.000 personas (según los organizadores), y finalmente las del 6 y 8 de diciembre de ese mismo año.
Además, en la primera mitad de la década de los 2000, se organizaron tres campamentos permanentes en las poblaciones de Bruzolo y Borgone Susa, lugares en los que debían realizarse los primeros sondeos del terreno, proyectados para 2005, y en Venaus, donde tendrían inicio las obras de una galería geognostica del túnel principal según el proyecto original de 2003 (parcialmente modificado en años posteriores).
A finales de octubre del 2005, la dirección del proyecto envió una máquina perforadora al territorio de Mompantero con el fin de realizar sondeos preliminares. Los técnicos encargados de los sondeos se encontraron con la oposición física de miembros del No TAV,  incluidos algunos alcaldes de municipios cercanos. Las fuerzas policiales intervinieron para disolver la oposición, y posteriormente dispusieron puntos de control por todo el pueblo de Mompantero. En estos se permitía el paso únicamente a los residentes con documentación que lo acreditara, incluso algunos estudiantes del pueblo se vieron obligados a mostrar su documento de identidad a los carabinieri de los puntos de control[sin fuente] .
En la noche entre el 5 y el 6 de diciembre de 2005, efectivos de las fuerzas policiales irrumpieron en el campamento de Venaus para poner fin a la ocupación de los terrenos en los que debían iniciarse las obras. Como consecuencia de este desalojo una veintena de manifestantes resultaron heridos. La respuesta por parte del movimiento llegó el 8 de diciembre de 2005, en forma de manifestación: alrededor de 30.000 personas partieron de Susa en dirección a Venaus. Durante el paso de la marcha por la localidad de Passeggeri se produjeron enfrentamientos entre la policía y los manifestantes, al impedirse a estos últimos entrar en la carretera provincial de Venaus. A pesar de la obstaculización policial, los manifestantes consiguieron llegar al pueblo, momento en el cual se procedió, con el apoyo de la población local, a retirar el cercado de las futuras obras y a ocupar el espacio donde estas tendrían lugar. Además, construyeron un nuevo campamento situado en frente del anterior con el objetivo de usarlo como observatorio ante un posible inicio de las obras.
Estos eventos se sumaron a problemas estructurales de la organización pro-TAV, provocando que las autoridades competentes decidieran abandonar el proyecto original de 2003.

### El Observatorio
Tras el incremento de la tensión entre la población del Valle de Susa y el gobierno italiano consecuencia del desalojo en Venaus por parte de la policía, las autoridades judiciales procediron al embargo de las áreas de conflicto, las cuales fueron inmediatamente abandonadas por los ocupantes. Como contrapartida, el gobierno prometió organizar una mesa redonda para discutir todas las cuestiones técnicas y políticas con los alcaldes de los municipios implicados y expertos nombrados por ambas partes.
Las reuniones comenzaron en 2006 bajo el nombre de "Observatorio". La nominación de su primer presidente, Mario Virano, elegido directamente por el gobierno, generó desde el principio protestas por parte del movimiento No TAV. El argumento esgrimido es que existía un evidente conflicto de intereses, ya que Virano cumplía o había cumplido actividades de importancia en el seno de algunas de las empresas involucradas en el proyecto del TAV: consejero delegado saliente de Sitaf (empresa gestora de la autopista A32 y del túnel del Fréjus) y consejero de ANAS.
El Observatorio se mantuvo en activo hasta 2011, tiempo durante el cual se produjeron diversos encuentros entre alcaldes, técnicos y ponentes. No obstante, la mayor parte de los alcaldes integrantes del No TAV fueron excluidos de estas reuniones. Concretamente, de los 8 alcaldes convocados al Observatorio, tan solo 3 de ellos eran declaradamente contrarios al proyecto TAV. Por este motivo, la población del Valle de Susa y los No TAV criticaron duramente la fiabilidad y seriedad del Observatorio, además de resaltar la total ausencia de participación ciudadana en las reuniones, el exceso de propaganda gubernamental y la falta de propuestas que implicasen la no realización del proyecto.

### Olimpiadas de Invierno de Turín 2006
El movimiento No TAV aprovechó el escaparate mundial que supusieron los Juegos Olímpicos de Invierno celebrados en Turín en 2006. Cuando la antorcha olímpica se encontraba de paso por la localidad de Susa, un manifestante intentó colocar una bandera No TAV cerca de la llama. El itinerario original que ésta debía seguir incluía un extenso tramo en el interior del Valle de Susa, pero las autoridades decidieron finalmente desviarlo por temor a posibles acciones de los No TAV. No obstante, en ningún momento a lo largo de las Olimpiadas se produjo ningún acto de boicot.

### Invierno 2006-2007
Durante el segundo gobierno de Romano Prodi se mantuvo la voluntad de crear la nueva línea ferroviaria de alta velocidad, aunque en un principio se mostró una actitud más abierta a las exigencias de la población del Valle de Susa. No obstante, a finales de febrero de 2007, los tres partidos de centro-izquierda que más claramente habían apoyado al movimiento No TAV (la Federación de los Verdes, el Partido Comunista Italiano y el Partido de la Refundación Comunista) aceptaron los 12 puntos requeridos por Prodi para formar el gobierno de coalición, entre los que se encontraban los compromisos para la realización de la línea TAV Lyon-Turín. Las banderas de estos partidos fueron inmediatamente retiradas del campamentos No TAV de Borgone. No obstante, a nivel local estos partidos mantuvieron su compromiso con el movimiento No TAV.

### Los sondeos preliminares (2009-2010)
En 2009 se anunció la realización de una nueva serie de sondeos preliminares. Durante el invierno del mismo año se registraron diversos enfrentamientos en diferentes puntos del Valle de Susa que atrajeron la atención de la comunidad internacional. Por ejemplo, en una entrevista publicada en La Repubblica, el diario italiano de mayor tirada, el actor francés Gérard Depardieu se posicionó de la parte del movimiento No TAV. 
El 19 de diciembre un incendio intencionado destruye el campamento No TAV de Bruzolo.
Un mes después, a las 3 de la madrugada del 19 de enero de 2010, comenzaron las obras necesarias para el sondeo geognóstico en el autoporto de Susa, bajo la protección de un fuerte despliegue policial. Los No TAV reaccionaron ocupando la autopista del Fréjus. Además, convocaron una manifestación en Susa el 23 de enero de 2010 en la cual participaron entre 20.000 (según la Policía) y 40.000 personas (según los organizadores).

### Las protestas del 27 de junio y del 3 de julio de 2011
El 22 de mayo de 2011 los activistas No TAV construyeron un campamento permanente en Chiomonte, dentro de la localidad de la Madddalena, la cual fue rebautizada como Libera Repubblica della Maddalena (República Libre de la Magdalena). Esta zona era un punto estratégico por ser el lugar en el que se pretendía excavar el primer túnel geognóstico previo a la construcción del túnel base de la línea TAV. El objetivo del movimiento No TAV era bloquear estas obras hasta al menos el 30 de junio de ese mismo año, ya que esta era la fecha límite que la Unión Europea había establecido para apoyar con fondos la construcción del túnel.
A las 4.30 de la mañana del 27 de junio alrededor de 2500 policías fueron enviados para desalojar el campamento y entregar la zona a la empresa constructora encargada de las obras. Los No TAV presentes dispararon fuegos artificiales para avisar de la llegada de los policías a los habitantes del Valle. La refriega continuó hasta que las fuerzas antidisturbios decidieron usar gases lacrimógenos CS para dispersar a los activistas. Por su parte, algunos manifestantes lanzaron piedras contra las fuerzas de policía. Al atardecer los policías consiguieron entrar y controlar la zona arqueológica de Chiomonte (en cuya zona de aparcamieto se habían establecido las defensas No TAV), así como el museo anexo; tras lo que procedieron a desmontar el campamento para dificultar nuevas ocupaciones.
Al finalizar una manifestación No TAV en Bolonia, algunos manifestantes agredieron al candidato a la alcaldía Manes Bernardini del partido de extrema derecha Liga Norte cuando se encontraba junto con otros componentes del partido en el gazebo de un bar. Según la crónica del periódico Il Resto del Carlino, los No TAV lanzaron "monedas, un mechero, latas de cerveza vacías" y, según las declaraciones del candidato a concejal Mirka Cocconcelli, también "una piedra", la cual no obstante no pudo ser hallada por los agentes antidisturbios desplazados al lugar.
Los comités No TAV organizaron una nueva manifestación de protesta el 3 de julio, también esta vez en Chiomonte, en la cual participaron cerca de 60.000 personas según los organizadores, entre ellas numerosos alcaldes de municipios del Valle de Susa. Durante la tarde un grupo de manifestantes abandonó el itinerario autorizado y ocupó de nuevo el campamento, produciéndose nuevamente fuertes disturbios. Se contabilizaron alrededor de 200 heridos entre los manifestantes y 188 entre los agentes de policía. Además, 5 personas fueron arrestadas. No obstante el empeño, los manifestantes no lograron su objetivo y la Policía mantuvo el control del campamento y alrededores.
Posteriormente, el movimiento No TAV denunció el lanzamiento de objetos y gases lacrimógenos a baja altura por parte de las fuerzas antidisturbios. Tales afirmaciones fueron apoyadas por algunas grabaciones y fotografías de aficionados.
El 26 de enero de 2012, las autoridades judiciales de Turín mandaron arrestar a 26 personas bajo la acusación de haber cometido diversos crímenes durante la manifestación del 3 de julio de 2011. Dos días después, los comités No TAV organizaron una marcha en solidaridad con los arrestados, acusando a los jueces de haber ordenado las detenciones con el único fin de desacreditar al movimiento y pidiendo su liberación inmediata.

## Características
El movimiento No TAV, por la particular importancia de las temáticas sociales que afronta, por la amplitud del fenómeno mismo y por su impacto mediático, ha constituido en Italia un elemento relevante en el cuadro político nacional, alcanzando un valor similar a una importante marca. Además, según algunos activistas, la importancia y la generalidad de las ideas y las críticas habría vuelto desdeñable las causas originales del movimiento, el cual ahora se rebela contra un uso sin moderación del dinero del contribuyente, del territorio y de la buena fe de un país entero que aún hoy no conoce la verdad sobre la alta velocidad en Piemonte"; negando por tanto el simplista debate original TAV si/TAV no.

### El No TAV como movimientonimby
Los principales periódicos italianos han incluido frecuentemente al No TAV como movimiento NIMBY (del inglés Not In My Back Yard, "no en mi patio trasero"). Esta calificación ha sido asumida por algunos integrantes del No TAV, mientras que otros la rechazan de plano. Claudio Giorno, periodista y ecologista originario del Valle de Susa, se encuentra entre los promotores de las primeras asambleas y reconoce el componente NIMBY del movimiento como elemento que refuerza y alimenta la resistencia a la línea TAV Turín-Lyon. Según el periodista, el movimiento No TAV representa una más de las muchas luchas de las poblaciones locales del Valle contra el impacto negativo de grandes obras públicas sobre el medio ambiente en el que viven:

Hay un aspecto que he omitido cuando hablaba de las características iniciales de este movimiento. Desde el principio dijimos que la nuestra era una batalla nimby y que no nos avergonzábamos ni siquiera un poco de ello. Algunos de nosotros habíamos sido protagonistas como ecologistas de la lucha contra la autopista, en la que fue la pelea de un pequeño grupo. Y antes de que se construyera la autopista, ya se había duplicado la longitud de línea ferroviaria existente [...] Todas estas obras que se han ido sucediendo a lo largo de más de 50 años, han provocado que se secaran fuentes, han generado problemas hidrológicos, agravado las inundaciones, provocado corrimientos de tierra, etc.
Tav: sindrome Nimby ma non solo. Sapere locale per pratiche globali - newsletter di sociologia, Università degli studi di Torino, intervista a Claudio Giorno

Según el estudioso de las comunicaciones Miccio Mauro, el movimiento No TAV sería un fenómeno nimby generado como consecuencia de la falta de diálogo entre instituciones y ciudadanos:

[...] el movimiento "No TAV", convertido por sí mismo en una especie de marca, tiene un poder mediático tal como para poder llegar a transformarse en un factor importante, si no determinante, en los equilibrios electorales y de gobierno, traspasando por tanto largamente la frontera dialéctica de la mera realización o no del túnel que formaría parte de la construcción del "Corredor 5" entre Turín y Lyon. Incluso si se ha utilizado para justificar contraposiciones de distinto tipo, el fenómeno nimby, en estas circunstancias, ha triunfado.
 Mauro Miccio, Ascoltare il silenzio. Manuale di sociologia della comunicazione, FrancoAngeli, 2012, p. 122. ISBN 8856869713 

Ahondando en esta interpretación, los psicólogos sociales Mannarini Terri y Roccato Michele asimilan el No TAV a otros movimientos nimby italianos, como el creado contra la oposición al Puente del Estrecho de Mesina o las protestas contra la construcción de nuevas bases militares estadounidenses en Vicenza. No obstante, afirman que ninguno de estos movimientos pueden ser calificados simplemente egoístas, oscurantistas y violentos, no interesados al bien común
Por otro lado, otras corrientes dentro del No TAV rechazan totalmente la inclusión del movimiento como nimby, sosteniendo que su lucha se dirige contra la construcción de líneas ferroviarias de alta velocidad, independientemente de su itinerario o situación geográfica. Un movimiento de tipo nimby no se opondría al proyecto en sí, sino que simplemente demandaría que se realizara en otro lugar. Según esta interpretación, la gran expansión de los movimientos contrarios a la realización de obras públicas en Italia indicaría además una saturación del territorio, de proporciones tales como para imposibilitar que se alcance acuerdo alguno para el desarrollo de obras de forma compartida con las poblaciones locales y compatibles con el medio ambiente.
Renato Fontana y Enrico Sacco, partidarios de esta última interpretación, recalcan las diferencias entre el movimiento No TAV y otros que sí consideran calificables como nimby:

[...] es posible observar que se trata de un movimiento constituido, de facto, por una comunidad local a todos los efectos: de hecho -como ha destacado en varias ocasiones el sociólogo Marco Revelli en numerosos artículos- se trata de un grupo bien estructurado compuesto por personas que se conocen entre ellas y que comparten lugares y objetivos. [...] se trata de una comunidad que se defiende, y al defenderse habla por todos y representa intereses comunes. No se trata por lo tanto de un grupo cerrado en su propio "jardín" [...] se trata de un movimiento nuevo y sustancialmente diferente de otros.
p. 27, R. Fontana, E. Sacco, Conflitto, partecipazione e decisionismo nello sviluppo locale. Il caso delle grandi opere in Italia, Francia e Belgio, Franco Angeli, 2011, 

## Actividad

### El debate sobre la alta velocidad ferroviaria

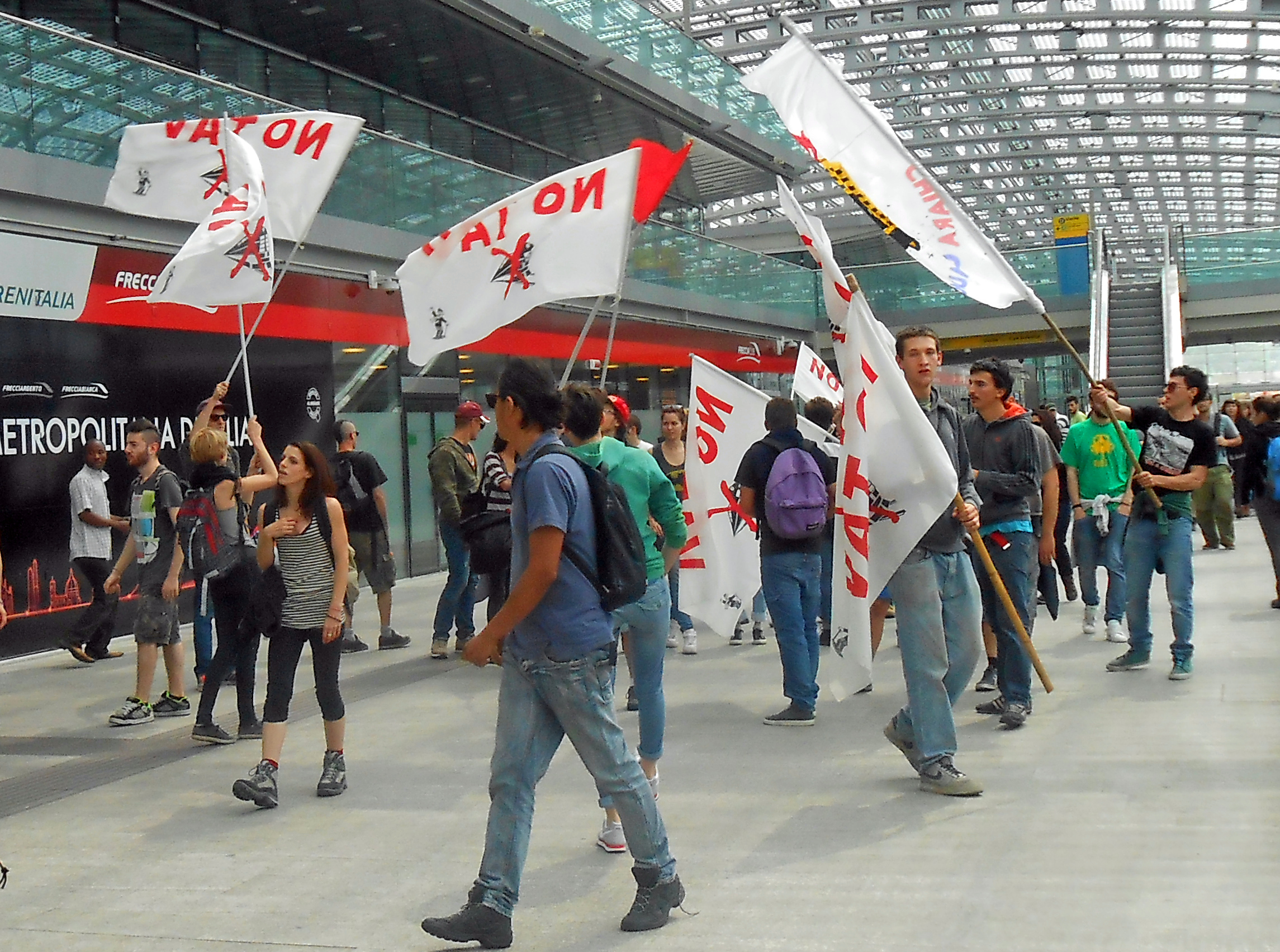
Protesta de las No Tav en la Estación de Turín Porta Susa - 10 de mayo de 2014

El debate acerca de las líneas ferroviarias de alta velocidad gira en torno a cuestiones de carácter técnico, económico y ambiental y suelen aparecer fruto del trabajo llevado a cabo por expertos de diversas disciplinas, principalmente en universidades y centros de investigación. Las motivaciones del movimiento No TAV han sido objeto de diversos estudios, como el realizado por P. Beria y R. Grimaldi, en el cual los autores evidencian la desproporción que existe en Italia entre las inversiones para líneas de alta velocidad respecto a su utilización y eficacia reales, en términos de tráfico de pasajeros y reducción de tiempos de viaje. Globalmente, tanto las líneas de alta velocidad como las convencionales se encuentra infrautilizadas, principalmente por motivos estructurales, y por tanto una mayor integració de todos los recursos a disposición podría mejorar notablemente esta situación de desequilibrio.
Según otras investigaciones llevadas a cabo en la Universidad Autónoma de Barcelona, las condiciones necesarias para que los trenes de alta velocidad (TAV) tengan un impacto positivo sobre el medio ambiente y la economía son extremadamente particulares y difíciles de definir. Por ejemplo, si bien en este estudio se reconoce un impacto ambiental mayor de las nuevas líneas respecto a las tradicionales -en consonancia con los argumentos del No TAV-, es cierto que los trenes de alta velocidad podrían aun así generar un menor impacto si consiguiesen absorber una parte sustancial del tráfico de personas y mercancías a través de medios más contaminantes, principalmente automóviles y aviones. Por otro lado, el estudio desmiente uno de los argumentos esgrimidos por los promotores del TAV, según el cual la construcción de este tipo de líneas ferroviarias significaría un impulso para el desarrollo de las regiones en decadencia por las cuales pasara. Los autores demuestran que en realidad las líneas ferroviarias de alta velocidad tienden a provocar la concentración del trabajo en los centros productivos de mayor tamaño, confirmando así el temor del movimiento No TAV y otros grupos a la deslocalización de empresas a lugares en los cuales el coste de la mano de obra es menor.

### Argumentos del movimiento No TAV
Diversos movimientos No TAV rechazan el proyecto de la nueva línea ferroviaria entre Turín y Lyon, habiéndose generado una protesta particularmente organizada en su paso por el Valle de Susa. La parte más importante del recorrido, en términos de debate económico, político y social, es el túnel de aproximadamente 50 kilómetros excavado en las montañas entre Susa, en Italia, y Maurienne, en Francia. En líneas generales, el movimiento No TAV considera que la línea de alta velocidad proyectada en el Valle de Susa es excesivamente costosa y absolutamente inútil en el objetivo de mejorar la calidad del transporte entre Francia e Italia. Siguiendo esta línea, afirman que el proyecto está siendo respaldado por entidades cuyo único interés son los ingentes beneficios económicos que recibirían de forma particular.
De forma un poco más detallada, el argumentario No TAV puede resumirse en los siguientes puntos:
• El tráfico de la línea Turín-Lyon está en continua disminución, especialmente el ferroviario, como ha sido admitido por los promotores de la nueva línea y el mismo Gobierno italiano. Esta disminución del tráfico no es imputable exclusivamente a los trabajos de construcción en el túnel ferroviario, ya que se había observado incluso antes del inicio de tales trabajos (como demuestran los informes Alpinfo del ente suizo para los transportes). Por otro lado, algunos estudios del promotor de la línea, la empresa Lyon Turin Ferroviaire, habían hipotizado ya en los años noventa un crecimiento exponencial y sistemático del tráfico. A día de hoy, ese crecimiento no solo no se ha verificado, sino que además se ha producido una disminución del tráfico. Por todos estos motivos, en caso de que llegase a construirse, la línea TAV quedaría notablemente infrautilizada. 
• Teniendo en cuenta el elevado coste del proyecto y los potenciales beneficios, el proyecto sería claramente no rentable, teniendo esto graves consecuencias sobre las finanzas públicas. De hecho, el Tribunal de Cuentas francés evidenció en 2012 que muchas nuevas líneas ferroviarias prevista en Francia -entre las que se hallaba la Turín-Lyon- no eran sostenibles desde el punto de vista económico. Así, este organismo aconsejó dar prioridad a la mejora de las conexiones ya existentes (como la línea ferroviaria del Frejús), en contraposición a la creación de nuevas líneas.
• En algunos puntos del recorrido de la vía se ha detectado la presencia de asbesto y uranio. En 2013 aún no se había realizado un estudio global sobre la presencia de estos materiales a lo largo del recorrido de las obras. 
• La Lyon Turin Ferroviaire preve el drenaje de entre 60 y 125 millones de metros cúbicos de agua de las reservas subterráneas, lo cual podría generar importantes problemas en los acuíferos de las zonas limítrofes, como ha sucedido ya en la construcción del túnel del Mugello. La comisión francesa encargada de evaluar el proyecto, a pesar de declarar que los beneficios superan grandemente los perjuicios, ha admitido que se produciría un impacto importante sobre la agricultura local.
• La supuesta absorción del tráfico de mercancías que hoy día se produce por carretera, por parte de la nueva línea TAV, ha sido desmentida indirectamente por parte de la empresa promotora y el Observatorio gubernamental. Estos organismos han previsto un enorme aumento del tráfico entre Francia e Italia, gran parte a través de autopistas y aún más a través del ferrocarril. Así, la "disminución del tráfico rodado" se produciría solo de forma porcentual, hecho que aun así ha sido explotado con fines propagandísticos. En cualquier caso, ese aumento del tráfico mercantil a través de las líneas ferroviarias podría canalizarse sin problemas a través de las líneas ya existentes.
• El proyecto se posiciona dentro de las políticas de exportación de capital-importación de mercancías a bajo coste, las cuales favorecen la deslocalización de empresas hacia zonas geográficas donde la mano de obra es menor. Esto desplazaría hacia el extranjeros puestos de lavoro, además de contribuir a la disminución de los salarios italianos y europeos como consecuencia de la competencia globalizada.
• Ateniéndose al proyecto oficial, el coste total estima se sitúa alrededor de los 23.000 millones de euros, mientras que el ahorro de tiempo en el viaje entre Lyon y Turín sería de 2 horas y 12 minutos, respecto a la situación actual. En cambio, siguiendo el proyecto de bajo coste, alrededor de 8 mil millones y medio de euros, el ahorro de tiempo se reduce a 48 minutos.
Muchos de estos argumentos han sido compilados en un documento redactado por la asociación Pro Natura Torino, en el cual se elencan las '150 razones del movimiento No TAV'. Además, este argumentario ha sido objeto de estudio por parte de la "COWI A/S", encargado por la Unión Europea.